# Zeven gedichten van Ernest Thiel
Zeven gedichten van Ernest Thiel is een compositie van Hugo Alfvén. Alfvén selecteerde een zevental gedichten van Ernest Thiel voor een liederencyclus. De liederen werden later voornamelijk los van elkaar uitgevoerd. Skogen sofver is voor wat betreft uitvoeringen het populairst. Er zijn voor dat lied ook versies voor zangstem met ensemblebegeleiding of zangstem met orkest. 
De geselecteerde gedichten zijn:
1. Djupt hors friborna människor bor
2. En enda vart mitt hjärta givet (ik heb mijn hart maar aan een iemand gegeven)
3. Jag kysser den vita hand (ik kus je blanke hand)
4. Du är stilla ro ((je bent vredig kalm)
5. Jag längtar dig (ik verlang naar jou)
6. Skogen sofver (het bos slaapt)
7. Se, du kom met jubel och sång i hågen

## Discografie
- Uitgave BIS Records: Claes-Håkan Ahnsjö (tenor), Folke Alin (piano) liederen 4, 5 en 6
- diverse andere opnamen van Skogen sofver